# XOXO (filme)
XOXO é um filme americano de drama musical, dirigido por Christopher Louie. É baseado em uma história de Louie e é escrito por Dylan Meyer. O filme é estrelado Sarah Hyland, Graham Phillips, Brett DelBuono, Hayley Kiyoko, Colin Woodell, Ryan Hansen, Ione Skye, e Chris D'Elia. Foi lançado em 26 de agosto de 2016, pela Netflix.

## Elenco
| Ator             | Personagem          |
| ---------------- | ------------------- |
| Sarah Hyland     | Krystal             |
| Graham Phillips  | Ethan Shaw          |
| Brett DelBuono   | Tariq               |
| Hayley Kiyoko    | Shannie             |
| Colin Woodell    | Ray                 |
| Ryan Hansen      | DJ Avilo            |
| Ione Skye        | Mãe de Ethan        |
| Chris D'Elia     | Neil                |
| Ian Anthony Dale | Anders              |
| LaMonica Garret  | Chopper             |
| Brianne Howey    | Darla               |
| Medalion Rahimi  | Nikki               |
| Sam Aotaki       | Chelsea             |
| Peter Gilroy     | Jayce               |
| Scotty Dickert   | Bo / cara de Drogas |
| Henry Zaga       | Jordan              |

## Produção
Em julho de 2015, foi anunciado Sarah Hyland, Chris D'Elia, e Graham Phillips, se juntaram ao elenco do filme, Dylan Meyer escrever o roteiro, enquanto a Netflix irá produzir e distribuir o filme. No mesmo mês, Hayley Kiyoko e Colin Woodell se juntou ao elenco do filme, enquanto Christopher Louie vai dirigir o filme. Em junho de 2016, Pete Tong juntou-se ao filme como produtor e supervisor de música. 

## Música e trilha sonora
A trilha sonora do filme esteve a cargo do DJ Pete Tong. e conta com grandes nomes da música eletrônica como: Galantis, Michael Brun, Jack Ü, Flume, Disclosure e o brasileiro Alok também integra a equipa de estrelas que compõe a trilha sonora do filme. ZAXX, Hitchhiker e Yotto compuseram faixas exclusivas e também estarão presentes.
| N.º | Título                                                   | Duração |  |
| 1.  | "Make Me Feel"                                           | 3:27    |  |
| 2.  | "All I Ever Wanted"                                      | 4:13    |  |
| 3.  | "Song From the Sun"                                      | 3:57    |  |
| 4.  | "Momento"                                                | 7:36    |  |
| 5.  | "Signal"                                                 | 3:41    |  |
| 6.  | "Me & You"                                               | 5:27    |  |
| 7.  | "im Friends W 25 Letters of the Alphabet, I Dont Know Y" | 2:57    |  |
| 8.  | "Beats Knockin (Jack Ü Remixer)"                         | 2:53    |  |
| 9.  | "Keep It 100 (Keys N Krates Live Version)"               | 2:03    |  |
| 10. | "Ding Dong"                                              | 2:36    |  |
| 11. | "Indian Summer"                                          | 4:08    |  |
| 12. | "You & Me (Flume Remix)"                                 | 4:42    |  |
| 13. | "Gold Dust"                                              | 3:54    |  |
| 14. | "Something About You (ODESZA Remix)"                     | 5:41    |  |
| 15. | "One Last Night On Earth"                                | 3:50    |  |
| 16. | "Home [Lane 8 Remix]"                                    | 7:47    |  |

## Localização
Sarah Hyland e Graham Phillips confirmaram que XOXO foi filmado em vários festivais de músicas e raves.